# 紐柯克 (新墨西哥州)
紐柯克（英語：Newkirk）是位於美國新墨西哥州瓜達盧佩縣的普查規定居民點。

## 人口
根據2020年美國人口普查的數據，紐柯克的面積為2.82平方千米，皆為陸地。當地共有人口8人，而人口密度為每平方千米2.84人。